# ヒュンダイ・エクシエント

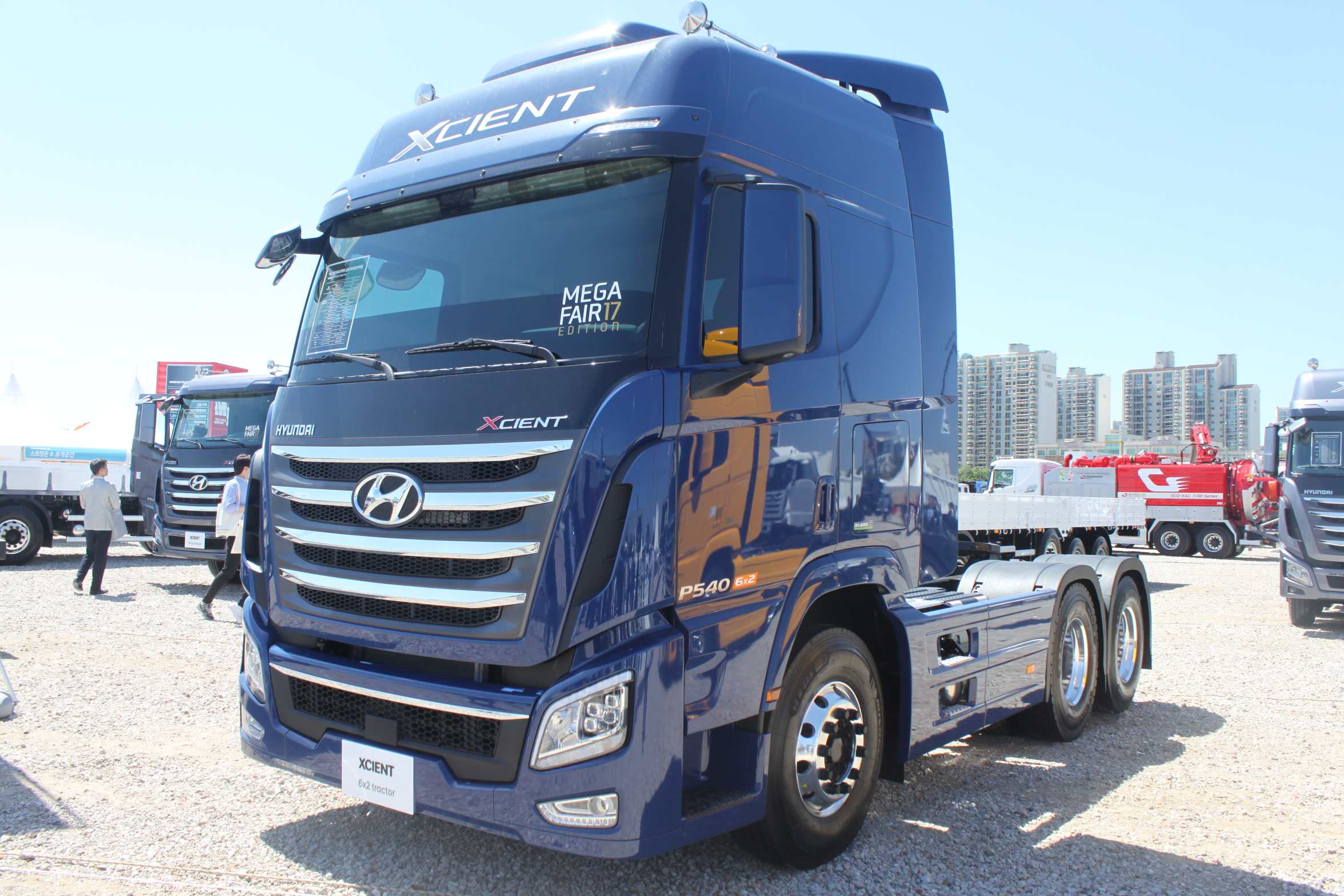
ヒョンデ・エクシエントトラクター

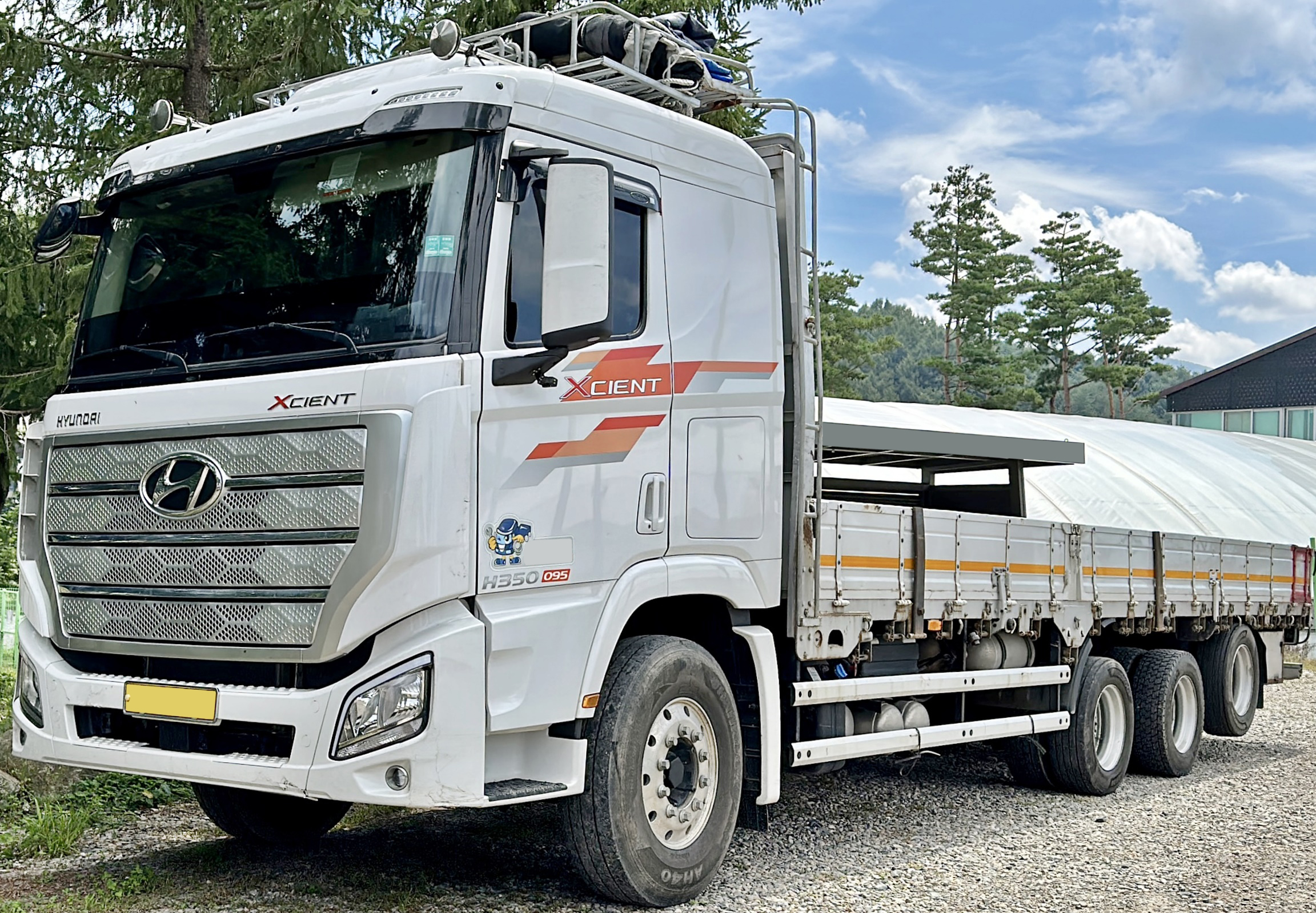
2019年 ヒョンデ・エクシエント

エクシエント（Xcient、韓: 현대 엑시언트）は韓国の現代自動車が製造・販売する大型トラックである。

## 概要
2013年3月のソウルモーターショーにて発表され、同年11月の東京モーターショーにも出展された。エクシエントはトラゴの後継車種であり、韓国、及び中国（四川ヒョンデ）ではトラゴエクシエントとして販売され、中国においてはフロントガラス下部のブラックアウトされた部分の中央に「TRAGO」のロゴが大きく入る。車名は"XC"と"efficient"を掛け合わせた造語である。
エクシエントの開発には3年の歳月と2000億ウォンが費やされた。キャビンの高さはトラゴから330 mm拡大されて1,895 mmとなり、またベッドの幅も650 mmから800 mmに拡大された。これによってドライバーにより快適な環境がもたらされる。また、ヒュンダイの商用車としては初めて「Blue Link」テレマティクスサービスが搭載されている。
エクシエントには2種類のディーゼルエンジンが搭載される。Hエンジン（10.0 L）は最高出力420 ps、最大トルク200 kg・mを発揮し、パワーテックエンジン（12.7 L）は最高出力520 ps、最大トルク255 kg・mを発揮する。これらのエンジンの性能改善により燃費はトラゴに比べて7%向上している。
ヒョンデはエクシエントの投入によって2017年までに大型トラックの販売を6万台に引き上げることを目指している。
また2020年にはヒョンデの独自開発による世界初の量産燃料電池大型トラックとなるエクシエント・フューエルセルをスイスに向けて輸出開始した。同年7月6日の時点で最初の10台を輸出し年内に50台、2025年までに1600台出荷する予定とのことである。航続距離は400kmとしている。
2019年に一部改良を受けた「エクシエントプロ」が発表。
2025年6月11日、フロントフェイスが一新されるなど大幅なフェイスリフトを受けた新型エクシエントが発表された。